# This Wheel's on Fire
This Wheel's on Fire è un brano musicale composto nel 1967 da Rick Danko e Bob Dylan durante il periodo di autoimposto esilio dalle scene di quest'ultimo a seguito dell'incidente motociclistico del 29 luglio 1966. La canzone venne originariamente incisa da Dylan e The Band durante le celebri "sessioni in cantina" dell'estate 1967, parte delle quali (inclusa questa traccia) furono pubblicate nel 1975 sull'album The Basement Tapes. La Band pubblicò la propria versione della traccia, senza la partecipazione di Dylan, sull'album Music from Big Pink del 1968.

## Il brano

### Versione di Bob Dylan
Iniziate nel giugno 1967 e terminate nell'ottobre 1967, le sessioni di registrazione di Bob Dylan con la The Band (allora ancora conosciuti come "The Hawks") a Woodstock, New York, si rivelarono la fonte di molti nuovi pezzi che furono fatti circolare su nastri demo dalla casa discografica di Dylan, la Columbia Records, per farli registrare da altri artisti a loro affiliati. This Wheel's on Fire era stata composta durante il periodo di convalescenza di Dylan dall'incidente in moto e comprendeva un testo che alludeva all'incidente stesso. La versione originale dei The Basement Tapes venne registrata da Dylan con la Band (senza Levon Helm che aveva temporaneamente lasciato il gruppo all'epoca) nella cantina della grande casa di campagna detta "Big Pink".

## Cover
Nel 1968 una versione della canzone incisa da Julie Driscoll e Brian Auger & The Trinity divenne un successo in Gran Bretagna, raggiungendo la posizione numero 5 nella classifica Official Singles Chart. Grazie all'utilizzo degli effetti del distorsore, all'evocativa immagine del titolo e all'abbigliamento eccentrico dell'epoca del gruppo, la loro versione nel Regno Unito è strettamente associata con il movimento psichedelico degli anni sessanta. L'arrangiamento comprende un ampio utilizzo dell'organo Hammond e del mellotron. Driscoll registrò la canzone nuovamente agli inizi degli anni novanta insieme a Adrian Edmondson come sigla del programma comico della BBC Absolutely Fabulous.
I Byrds pubblicarono una reinterpretazione di This Wheel's on Fire nel loro album del 1969 Dr. Byrds & Mr. Hyde, ed una versione dal vivo della canzone apparve nell'album Live at the Fillmore - February 1969 e nella versione estesa della ristampa in CD del disco (Untitled). Nel 1987 il brano fu reinterpretato dal gruppo rock Siouxsie and the Banshees per il loro album di cover intitolato Through the Looking Glass. Pubblicato come primo singolo estratto dall'album, la versione dei Banshees raggiunse la posizione numero 14 nella classifica britannica riservata ai 45 giri. Prima di registrarla, la band non sapeva che la canzone era stata composta da Dylan: i Banshees ne hanno fatto una cover perché gli piaceva la versione di Julie Driscoll.
Altri artisti che hanno pubblicato reinterpretazioni della canzone sono: Hamilton Camp, Phil Lesh, Golden Earring, Elvis Costello, The Hollies, Ian and Sylvia, Les Fradkin, Leslie West, Serena Ryder, Charlie Winston e Güster.

## Formazione

### Versione Bob Dylan (1967)
- Bob Dylan - voce, chitarra
- Rick Danko - basso, cori
- Garth Hudson - organo
- Richard Manuel - piano, cori
- Robbie Robertson - batteria

### Versione The Band (1968)
- Rick Danko - voce, basso
- Levon Helm - batteria, cori
- Garth Hudson - Clavinet, organo
- Richard Manuel - piano, cori
- Robbie Robertson - chitarra elettrica